# Varennes, Québec
Varennes är en stad (kommun av typen ville) och tätort (centre de population) i provinsen Québec i Kanada. Den ligger i regionen Montérégie, i den sydöstra delen av landet, 180 km öster om huvudstaden Ottawa.